# Viatcheslav Voïnov
Pour les articles homonymes, voir Voïnov.
Viatcheslav Leonidovitch Voïnov - en russe : Вячеслав Леонидович Войнов et en anglais : Vyacheslav Voynov - (né le 15 janvier 1990 à Tcheliabinsk, en République socialiste fédérative soviétique de Russie) est un joueur professionnel russe de hockey sur glace. Il évolue au poste de défenseur.

## Biographie

### Carrière en club
En 2006, il débute avec le Traktor Tcheliabinsk dans la Superliga. Il est choisi en 2008 au cours du repêchage d'entrée dans la Ligue nationale de hockey par les Kings de Los Angeles en 2e ronde, en 32e position. Il part alors en Amérique du Nord. Il est assigné aux Monarchs de Manchester dans la Ligue américaine de hockey. À l'automne 2011, il est appelé par les Kings pour pallier la blessure de Drew Doughty. Le 18 octobre 2011, il joue son premier dans la LNH lors d'une victoire 5-0 face aux Blues de Saint-Louis. Il marque ses deux premiers buts et sa première assistance à, sa cinquième partie dans la ligue le 27 octobre 2011 au cours d'une victoire 5-3 face aux Stars de Dallas. Il décroche la première étoile de la rencontre. Le 11 juin 2012, il remporte la Coupe Stanley en 2012 avec les Kings ainsi qu'en 2014.
Le 20 octobre 2014, il est suspendu indéfiniment par la LNH à la suite de son arrestation pour violence conjugale. Il plaide non coupable à un chef d'accusation de violence conjugale envers son épouse. Il est accusé d'avoir étranglé et frappé sa femme en plus de la pousser contre une télévision. Sa femme a écrit une lettre aux procureurs de l'État selon laquelle ses blessures sont le résultat d'un accident. Le 2 juillet 2015, il accepte un plaidoyer de non-contestation en lien avec ces accusations et ne subira pas de procès mais est condamné à une peine de 90 jours de prison et à 3 ans de probation en plus de payer une amende de 700 dollars, de faire 8 heures de travaux communautaires et de suivre une formation d'un an de sensibilisation à la violence conjugale.
Le 3 septembre 2015, il est libéré du centre de détention de Seal Beach, mais est placé en détention par les autorités américaines de l'immigration et est en attente d'une audience devant un juge de l'immigration. Alors qu'il risque d'être déporté en Russie, il a finalement annoncé le 16 septembre qu'il quitte les États-Unis pour retourner dans son pays natal.
Le 29 octobre 2015, il accepte un contrat avec le SKA Saint-Pétersbourg dans la Ligue continentale de hockey (KHL).

### Carrière internationale
Il représente la Russie au niveau international. Il prend part aux sélections jeunes.

## Trophées et honneurs personnels

### Championnat de Russie moins de 18 ans
- 2008 : nommé meilleur défenseur[10].

### Championnat du monde moins de 18 ans
- 2008 : nommé dans l'équipe d'étoiles.

### Ligue américaine de hockey
- 2009-2010 : participe au Match des étoiles avec l'équipe PlanetUSA.
- 2010-2011 : participe au Match des étoiles avec l'association de l'Est.
- 2010-2011 : nommé dans la deuxième équipe d'étoiles.

## Statistiques

### En club
| Saison     | Équipe                 | Ligue        |                   | Saison régulière  | Saison régulière  | Saison régulière  | Saison régulière  | Saison régulière |   | Séries éliminatoires | Séries éliminatoires | Séries éliminatoires | Séries éliminatoires | Séries éliminatoires |
| Saison     | Équipe                 | Ligue        | PJ                | B                 | A                 | Pts               | Pun               | PJ               | B | A                    | Pts                  | Pun                  |                      |                      |
| 2005-2006  | Traktor Tcheliabinsk 2 | Pervaïa liga | 2                 | 0                 | 0                 | 0                 | 0                 | -                | - | -                    | -                    | -                    |                      |                      |
| 2006-2007  | Traktor Tcheliabinsk   | Superliga    | 31                | 0                 | 0                 | 0                 | 12                | -                | - | -                    | -                    | -                    |                      |                      |
| 2007-2008  | Traktor Tcheliabinsk 2 | Pervaïa liga | 2                 | 1                 | 0                 | 1                 | 0                 | -                | - | -                    | -                    | -                    |                      |                      |
| 2007-2008  | Traktor Tcheliabinsk   | Superliga    | 36                | 1                 | 3                 | 4                 | 20                | 2                | 0 | 0                    | 0                    | 0                    |                      |                      |
| 2008-2009  | Monarchs de Manchester | LAH          | 61                | 8                 | 15                | 23                | 46                | -                | - | -                    | -                    | -                    |                      |                      |
| 2009-2010  | Monarchs de Manchester | LAH          | 79                | 10                | 19                | 29                | 43                | 9                | 1 | 3                    | 4                    | 0                    |                      |                      |
| 2010-2011  | Monarchs de Manchester | LAH          | 76                | 15                | 36                | 41                | 36                | 7                | 2 | 3                    | 5                    | 6                    |                      |                      |
| 2011-2012  | Monarchs de Manchester | LAH          | 15                | 2                 | 2                 | 4                 | 4                 | -                | - | -                    | -                    | -                    |                      |                      |
| 2011-2012  | Kings de Los Angeles   | LNH          | 54                | 8                 | 12                | 20                | 12                | 20               | 1 | 2                    | 3                    | 4                    |                      |                      |
| 2012-2013  | Monarchs de Manchester | LAH          | 35                | 7                 | 9                 | 16                | 22                | -                | - | -                    | -                    | -                    |                      |                      |
| 2012-2013  | Kings de Los Angeles   | LNH          | 48                | 6                 | 19                | 25                | 14                | 18               | 6 | 7                    | 13                   | 0                    |                      |                      |
| 2013-2014  | Kings de Los Angeles   | LNH          | 82                | 4                 | 30                | 34                | 44                | 26               | 2 | 7                    | 9                    | 16                   |                      |                      |
| 2014-2015  | Kings de Los Angeles   | LNH          | 6                 | 0                 | 2                 | 2                 | 2                 | -                | - | -                    | -                    | -                    |                      |                      |
| 2015-2016  | SKA Saint-Pétersbourg  | KHL          | 23                | 0                 | 7                 | 7                 | 17                | 15               | 0 | 2                    | 2                    | 6                    |                      |                      |
| 2016-2017  | SKA Saint-Pétersbourg  | KHL          | 48                | 11                | 26                | 37                | 18                | -                | - | -                    | -                    | -                    |                      |                      |
| 2017-2018  | SKA Saint-Pétersbourg  | KHL          | 39                | 9                 | 14                | 23                | 18                | 14               | 3 | 3                    | 6                    | 13                   |                      |                      |
| 2019-2020  | Avangard Omsk          | KHL          | 59                | 11                | 30                | 41                | 17                | 6                | 0 | 1                    | 1                    | 0                    |                      |                      |
| 2021-2022  | HK Dinamo Moscou       | KHL          | 40                | 5                 | 26                | 31                | 20                | 11               | 5 | 5                    | 10                   | 8                    |                      |                      |
| 2022-2023  | Ak Bars Kazan          | KHL          | 59                | 11                | 21                | 32                | 24                | 20               | 0 | 9                    | 9                    | 4                    |                      |                      |
| 2023-2024  | Ak Bars Kazan          | KHL          | 40                | 1                 | 13                | 14                | 16                | 5                | 0 | 0                    | 0                    | 0                    |                      |                      |
| 2024-2025  | Torpedo Nijni Novgorod | KHL          | Saison en cours ? | Saison en cours ? | Saison en cours ? | Saison en cours ? | Saison en cours ? |                  |   |                      |                      |                      |                      |                      |
| Totaux LNH | Totaux LNH             | Totaux LNH   | 190               | 18                | 63                | 81                | 72                | 64               | 9 | 16                   | 25                   | 20                   |                      |                      |

### En équipe nationale
| Année | Compétition                          |    | PJ | B | A | Pts | Pun | +/-                |  | Résultat |
| 2007  | Championnat du monde moins de 18 ans | 7  | 1  | 4 | 5 | 2   | +4  | Médaille d'or      |  |          |
| 2007  | Championnat du monde junior          | 6  | 1  | 0 | 1 | 0   | +2  | Médaille d'argent  |  |          |
| 2008  | Championnat du monde moins de 18 ans | 6  | 1  | 4 | 5 | 2   | +1  | Médaille d'argent  |  |          |
| 2008  | Championnat du monde junior          | 7  | 0  | 1 | 1 | 0   | +1  | Médaille de bronze |  |          |
| 2009  | Championnat du monde junior          | 7  | 1  | 3 | 4 | 0   | +1  | Médaille de bronze |  |          |
| 2014  | Jeux olympiques d'hiver              | 5  | 0  | 0 | 0 | 0   | +2  | Cinquième place    |  |          |
| 2016  | Championnat du monde                 | 10 | 1  | 2 | 3 | 6   | +3  | Médaille de bronze |  |          |
| 2018  | Jeux olympiques                      | 6  | 2  | 4 | 6 | 4   | +9  | Médaille d'or      |  |          |
| 2022  | Jeux olympiques                      | 6  | 1  | 1 | 2 | 0   | 0   | Médaille d'argent  |  |          |